# Zuckerhefen
Die Zuckerhefen (Saccharomyces) – im Volksmund etwas ungenau meist nur Hefen genannt – bilden eine Gattung in der Abteilung der Schlauchpilze. Verschiedene Saccharomyces-Arten haben eine erhebliche gesundheitliche Bedeutung für den Menschen, so wie die verschiedenen Stämme von Saccharomyces cerevisiae, die vor allem unter den deutschen Bezeichnungen Backhefe bzw. Bierhefe bekannt sind.
Kulturen von Saccharomyces-Arten wachsen unter idealen Bedingungen sehr rasch und können innerhalb von drei Tagen zur Reife gelangen. Ihrer Fähigkeit, verschiedene Kohlenhydrate – insbesondere Zucker – zu verwerten, verdanken diese Hefen ihren Namen (lateinisch saccharum ‚Zucker‘).
Die Zuckerhefe Saccharomyces boulardii wird als Heilmittel gegen Durchfallerkrankungen eingesetzt.

## Systematik
Arten der Zuckerhefen sind u. a.:
- Saccharomyces bailii
- Saccharomyces bayanus
- Saccharomyces boulardii
- Saccharomyces carlsbergensis
- Saccharomyces cerevisiae (Backhefe)
- Saccharomyces ellipsoides
- Saccharomyces eubayanus[1]
- Saccharomyces fragilis ist Bestandteil von Kefirkulturen und wird eingesetzt, um den in Molke enthaltenen ca. 5%igen Lactose-Anteil zur Verwendung als Tierfutter umzusetzen.[2][3]
- Saccharomyces rouxii
- Saccharomyces uvarum